# Козјача
Козјача је насељено место у саставу Града Велике Горице, у Туропољу, Хрватска.

## Становништво
На попису становништва 2011. године, Козјача је имала 342 становника.

## Попис1991.
На попису становништва 1991. године, насељено место Козјача је имало 343 становника, следећег националног састава:
| Попис 1991.‍  | Попис 1991.‍  | Попис 1991.‍ | Попис 1991.‍ | Попис 1991.‍ |
| ------------ | ------------ | ----------- | ----------- | ----------- |
|              |              |             |             |             |
| Хрвати       | Хрвати       |             | 340         | 99,12%      |
| остали       | остали       |             | 1           | 0,29%       |
| неопредељени | неопредељени |             | 1           | 0,29%       |
| регион. опр. | регион. опр. |             | 1           | 0,29%       |
| укупно: 343  |              |             |             |             |